# Santiago de Alcántara
Santiago de Alcántara è un comune spagnolo di 718 abitanti situato nella comunità autonoma dell'Estremadura.